# Comuna Medînivka, Korosten
Medînivka (în ucraineană Мединівська сільська рада) este o comună în raionul Korosten, regiunea Jîtomîr, Ucraina, formată din satele Medînivka (reședința) și Velîkîi Lis.

## Demografie
Componența lingvistică a comunei Medînivka
     Ucraineană (96,31%)
     Rusă (3,41%)
     Alte limbi (0,28%)
Conform recensământului din 2001, majoritatea populației comunei Medînivka era vorbitoare de ucraineană (96,31%), existând în minoritate și vorbitori de rusă (3,41%).